# Franciszek Skibicki

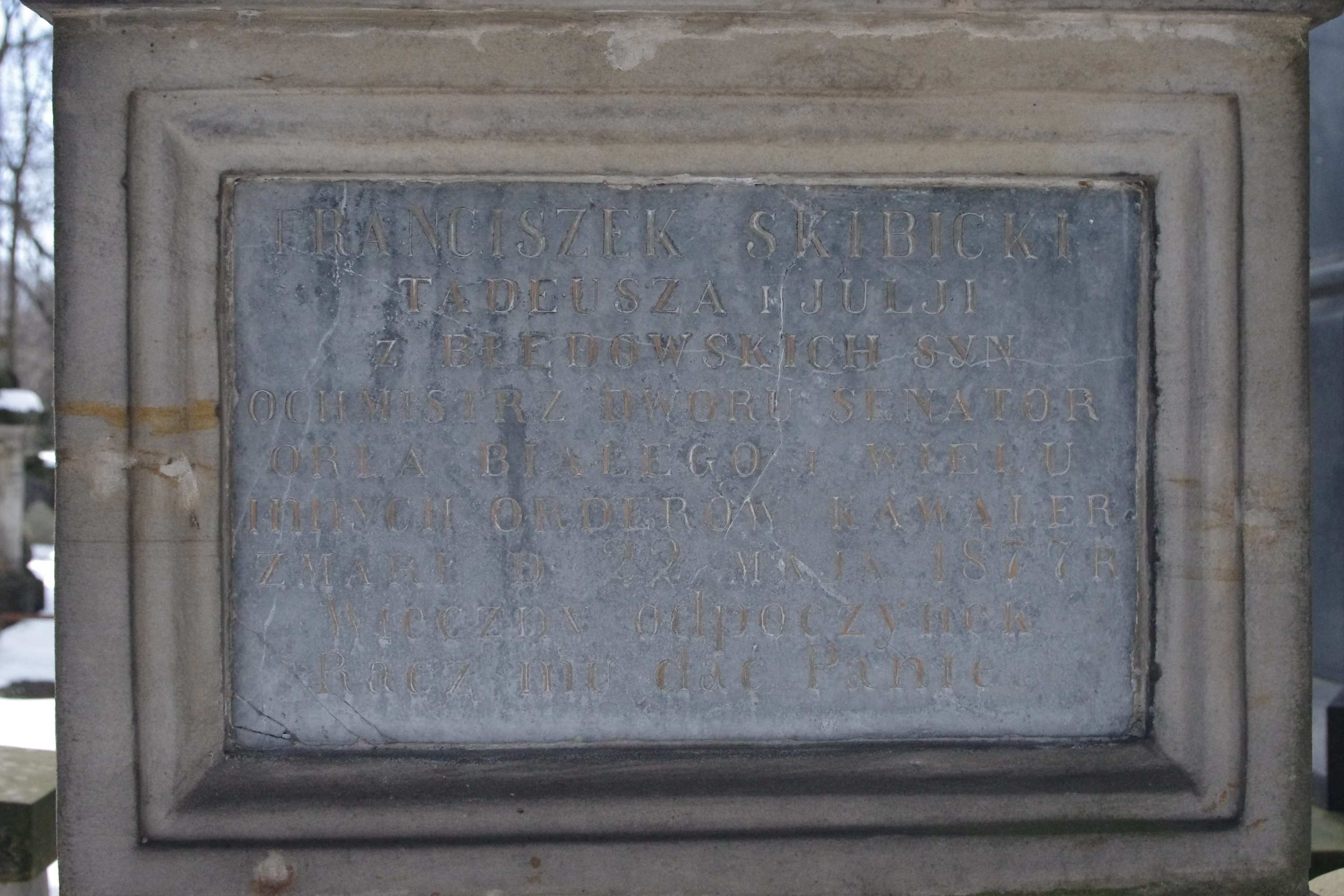
Grób Franciszka Skibickiego na cmentarzu Powązkowskim w Warszawie

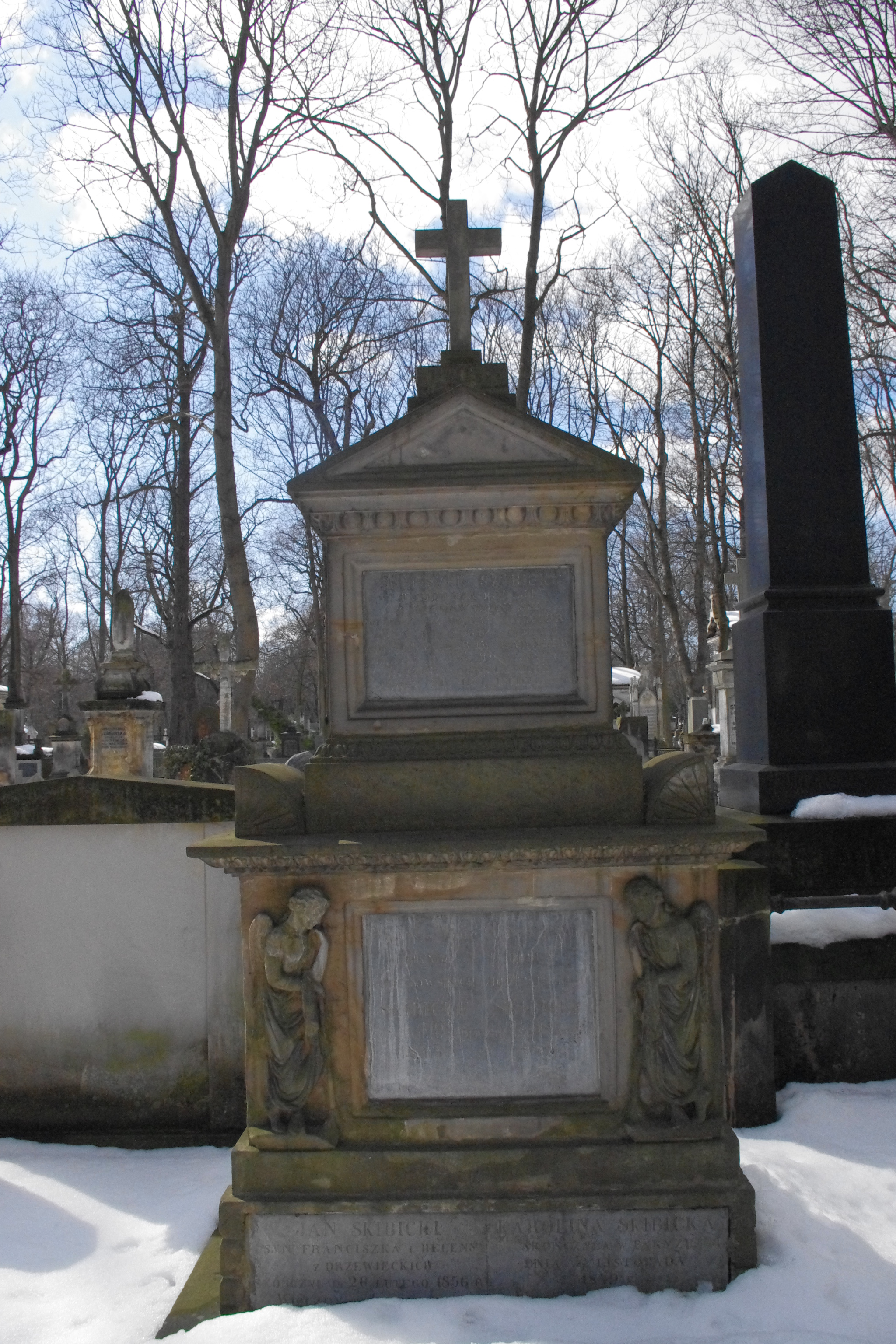
Grób Franciszka Skibickiego

Franciszek Skibicki herbu Rola (ur. 1796, zm. 22 maja 1877) – polski urzędnik, tajny radca, senator i ochmistrz dworu carskiego.
Syn Tadeusza i Julii z Błędowskich. Kawaler Orderu Orła Białego. Pochowany na cmentarzu Powązkowskim w Warszawie (kwatera 16-1-5).
Litografia z jego wizerunkiem z 1837 r. znajduje się w zbiorach Muzeum Narodowego w Krakowie.